# Podlesnoje (rejon marksowski)
Podlesnoje (ros. Подлесное) – wieś (sieło) w Rosji, w obwodzie saratowskim, w rejonie marksowskim. W 2010 liczyła 3758 mieszkańców.